# Muriel (film)
Pour les articles homonymes, voir Muriel.
Pour plus de détails, voir Fiche technique et Distribution.
Muriel (Muriel's Wedding) est une comédie dramatique franco-australienne écrite et réalisée en 1994 par Paul John Hogan.
Hogan, dont le scénario intègre certains événements de sa propre vie, a confié les rôles principaux aux actrices Toni Collette et Rachel Griffiths, toutes deux relativement peu connues à l'époque. 
Toni Collette sera nommée pour ce film en 1995 au Golden Globe de la meilleure actrice dans un film musical ou une comédie, et Rachel Griffiths remportera à la fois le Film Critics Circle of Australia Award et l'AACTA Award de la meilleure actrice dans un second rôle. Le succès mondial du film a contribué à propulser la carrière du réalisateur et des deux actrices.

## Synopsis
Muriel Heslop, une jeune fille grosse et complexée, est le sujet de moqueries par Tania, Cheryl, Janine et Nicole, ses amies égoïstes et superficielles. Elle passe son temps à écouter les chansons du groupe ABBA et rêve de se marier pour partir de Porpoise Spit, la médiocre petite ville balnéaire australienne dans laquelle elle vit avec Bill, son père autocrate et politicien corrompu qui déprécie sans cesse Betty, sa femme, et ses cinq enfants.
Muriel assiste au mariage de Tania et de Chook, au cours duquel elle voit Chook et Nicole faire l'amour dans une buanderie. Dianne, l'une des invitées et détective de magasin, appelle la police en apercevant Muriel, qui porte une robe volée, et qui se fait escorter hors de la réception.
Plus tard, la maîtresse supposée de Bill, Deidre Chambers, recrute Muriel dans son entreprise de marketing, tandis que les amies de Muriel la chassent de leur groupe après lui avoir annoncé qu'elle ne partirait pas avec elles en vacances sur une île. Betty signe un chèque en blanc à Muriel pour acheter des produits de beauté à vendre, mais Muriel l'utilise pour retirer 12 000 dollars du compte bancaire de ses parents et partir en vacances. Là-bas, Muriel rencontre Rhonda Epinstall, une ancienne connaissance de lycée, et elles forment rapidement une amitié, cimentée quand Rhonda ose révéler à Tania la liaison de son mari avec Nicole.
Muriel rentre chez elle où sa mère la confronte à propos de l'argent volé. Muriel s'enfuit aller à Sydney, où elle partage un appartement avec Rhonda sous le nom de « Mariel ». Elle trouve un emploi au vidéo-club et rencontre Brian Nobes, un jeune homme maladroit mais gentil, qu'elle fréquente pendant un temps. 
Une nuit, Rhonda s'effondre, apparemment paralysée. Muriel téléphone chez elle et apprend que son père est sous investigation pour corruption. Rhonda a une tumeur cancéreuse dans la moelle épinière et subit de nombreuses opérations qui finissent par la laisser paraplégique. Muriel promet à Rhonda de veiller sur elle et de ne jamais repartir à Porpoise Spit, et utilise son état de santé pour s'offrir les services de nombreuses boutiques de mariage, où elle essaye des robes de mariée dans lesquelles elle se photographie pour imaginer son rêve. Quand Rhonda apprend ce que Muriel a fait, les deux amies se disputent.
Désespérée, Muriel entre dans un coup monté pour se marier avec David Van Arkle, un nageur sud-africain, afin qu'il puisse intégrer l'équipe australienne aux prochains Jeux olympiques, pour la somme de 10 000 dollars. Au mariage, Muriel a choisi Tania, Cheryl et Janine comme demoiselles d'honneur ; Rhonda, dégoûtée par le comportement de Muriel, refuse d'en être. Bill présente ouvertement Deidre comme sa compagne et Betty arrive en retard au mariage, ne pouvant pas se payer des billets d'avion ; Muriel ne la remarque pas. Rhonda retourne vivre dans la maison de sa mère, incapable de vivre seule sans auxiliaire.
À Porpoise Spit, l'état mental de Betty s'aggrave, et elle vole une paire de sandales, remarquée par Dianne. Bill fait en sorte que les charges soient levées et annonce son intention de divorcer pour se marier avec Deidre quand Betty lui demande de l'aide. Betty est plus tard retrouvée morte par Joanie, sa fille. Deidre annonce une attaque cardiaque comme cause du décès, mais Joanie révèle à Muriel que leur mère s'est suicidée.
Quand Muriel fond en larmes à l'enterrement de sa mère, David la réconforte et ils consomment enfin leur mariage. La mort de sa mère force Muriel à reconsidérer ses priorités et elle dit à David qu'elle ne peut pas rester mariée avec lui : leur union est sans amour et elle ne veut plus avoir à mentir.
Bill demande à Muriel de l'aider à élever ses frères et sœurs, car Deidre est moins susceptible de l'épouser maintenant qu'il a les enfants à sa charge et qu'il se retrouve sans emploi. Muriel lui fait face, lui donne 5 000 dollars et lui dit qu'elle lui remboursera le reste de l'argent volé quand elle trouvera un emploi à Sydney. Impressionnant son père avec sa nouvelle personnalité plus assurée, elle lui demande d'arrêter d'abuser verbalement de ses enfants.
Muriel va chez Rhonda, où les anciennes amies de Muriel sont en visite, et lui demande de retourner à Sydney. Rhonda accepte et les deux amies se dirigent à l'aéroport, laissant définitivement Porpoise Spit pour un futur plus prometteur.

## Fiche technique
- Titre français : Muriel
- Titre original : Muriel's Wedding
- Réalisation : Paul John Hogan
- Scénario : Paul John Hogan
- Photographie : Martin McGrath
- Musique : ABBA, Peter Best
- Production : Lynda House et Jocelyn Moorhouse
- Société de distribution : Miramax
- Budget : 3 000 000 $
- Pays d'origine :  Australie,  France
- Langue originale : anglais
- Format : couleurs - 1,66:1 - son Dolby - Format 35 mm
- Genre : comédie
- Durée : 106 minutes
- Tout public
- Dates de sortie :
  - Canada : 15 septembre 1994 (Festival international du film de Toronto)

## Distribution
- Toni Collette (VF : Brigitte Berges) : Muriel Heslop / Mariel Heslop-Van Arckle
- Bill Hunter (VF : Michel Modo) : Bill Heslop
- Rachel Griffiths (VF : Natacha Muller) : Rhonda Epinstalk
- Sophie Lee (VF : Odile Schmitt) : Tania Degano
- Rosalind Hammond (VF : Nathalie Spitzer) : Cheryl
- Belinda Jarrett (VF : Hélène Chanson) : Janine
- Pippa Grandison (VF : Barbara Delsol) : Nicole
- Jeanie Drynan : Betty Heslop
- Daniel Wyllie (en) : Perry Heslop
- Gabby Millgate (VF : Véronique Alycia) : Joanie Heslop
- Gennie Nevinson (VF : Danièle Hazan) : Deidre Chambers
- Matt Day (VF : Mathias Kozlowski) : Brice Nobes
- Chris Haywood (VF : Marc Cassot) : entraîneur Ken Blundell
- Daniel Lapaine (VF : Serge Faliu) : David Van Arckle
- Rob Steele (VF : Yves Barsacq) : Leo Higgins
- Robert Alexander (VF : Gilbert Levy) : Graham Newman Barrister
- Vincent Ball (VF : Pierre Hatet) : le prêtre
- Genevieve Picot (VF : Régine Teyssot) : Dianne
- Richard Sutherland (VF : David Kruger) : officier Brad Saunders
- Penne Hackforth-Jones : organisatrice du mariage
- Susan Prior : la fille au mariage

## Production

### Casting
Toni Collette est dès le début pressentie pour le rôle de Muriel. Mais le réalisateur P.J. Hogan ne souhaite pas alors la choisir et préfère faire auditionner d'autres figurantes. Insatisfait au bout de quatre mois d'essais, le réalisateur engage finalement Toni Collette. Pour le rôle de Muriel, celle-ci prendra entre quinze et vingt kilos en sept semaines.
Concernant le personnage de Rhonda, celle-ci est physiquement petite et ronde comme Muriel dans le script original. Mais lorsque Hogan choisit Rachel Griffiths, il modifie le personnage, l'actrice étant grande et mince.

### Tournage
Tweed Heads et Coolangatta, dans le Queensland, en Australie, sont les localités utilisées pour représenter Porpoise Spit,. Les autres lieux de tournage comprennent Hamilton Island, Darlinghurst, la Gold Coast, Parramatta, Surfers Paradise, et Sydney.
La scène du mariage de Muriel a été tournée sur quatre jours.

## Bande originale
Les chansons d'ABBA forment la colonne vertébrale de la bande musicale du film. Les auteurs-compositeurs Bjorn Ulvaeus et Benny Andersson donnent leur autorisation pour l'utilisation de leur musique dans le film deux semaines avant le début du tournage et ont permis qu'un de leurs succès, Dancing Queen, soit adapté en version instrumentale, du moment que le groupe perçoive un pourcentage des bénéfices du film. Avant l'autorisation du groupe, le groupe préféré de Muriel devait être les Village People.
Parmi les succès entendus dans le film, on peut citer Dancing Queen, Mamma Mia, Waterloo, Fernando et I Do, I Do, I Do, I Do, I Do (tous créés par ABBA), ainsi que Sugar Baby Love par The Rubettes, The Tide Is High de Blondie, I Go To Rio par Peter Allen, et Happy Together par The Turtles.

## Sortie
Le film fut présenté au Festival du film de Toronto en septembre 1994 et diffusé en Australie le mois suivant. D'un budget de 9 millions de dollars, il rapportera 244 969 USD dès son premier week-end aux États-Unis, et finalement 15 119 639 USD (uniquement aux États-Unis).

## Accueil critique
Le film a reçu un accueil positif de la critique. Roger Ebert du Chicago Sun-Times a déclaré que le film « est impitoyable dans son portrait de la société provinciale, et cependant témoigne d'une affection énorme pour ses survivants inadaptés sociaux… [il] laisse fuser beaucoup de rires, petits et grands, mais aussi une mélancolie sous-jacente, qui se révèle vers la fin du film dans une série de surprises et d'événements inattendus… Le parti-pris généreux du film l'empêche de jamais se moquer de Muriel, même si certaines situations peuvent avoir été tentantes à cet égard ».
Peter Stack du San Francisco Chronicle a écrit : « Avec de tels succès récents comme Ballroom Dancing et Priscilla, folle du désert, l'Australie semble accaparer le marché avec des comédies loufoques mais délicieuses, associant du fond (la substance) et de l'amour (la romance). Le dernier en date, Muriel, en est un autre brillant (parfois lumineux) exemple… Le film est beaucoup plus profond que son traitement comique vous le ferait penser au premier abord… Il y a du drame poignant dans ce film tape-à-l'œil, parfois exagéré, et la transformation de Muriel est vraiment touchante. »
Peter Travers de Rolling Stone a parlé de « drôlerie exubérante… une recette grand-public qui épice une formule un peu fatiguée avec des sentiments authentiques… Dans les scènes finales, lorsque Hogan ose se laisser aller à son humour déjanté, le jeu de Toni Collette en sort renforcé, et le mariage de Muriel devient un rendez-vous que vous souhaitez retrouver ».

## Distinctions

### Récompenses
- Australian Academy of Cinema and Television Arts Awards :
  - Meilleur film
  - Meilleure actrice pour Toni Collette
  - Meilleure actrice dans un second rôle pour Rachel Griffiths
  - Meilleur son
- Australasian Performing Right Association Award :
  - Meilleure musique pour Peter Best
- Festival international du film de Chicago :
  - Prix du public pour P. J. Hogan
- Film Critics Circle of Australia :
  - Meilleure actrice pour Toni Collette
  - Meilleure actrice dans un second rôle pour Rachel Griffiths

### Nominations
- Australian Academy of Cinema and Television Arts Awards :
  - Meilleure réalisation pour P. J. Hogan
  - Meilleur scénario original pour P. J. Hogan
  - Meilleur acteur dans un second rôle pour Bill Hunter
  - Meilleure actrice dans un second rôle pour Jeanie Drynan
  - Meilleur montage
  - Meilleure production
  - Meilleurs costumes
- British Academy Film Awards :
  - Meilleur scénario original pour P. J. Hogan
- Golden Globes :
  - Meilleure actrice dans un film musical ou une comédie pour Toni Collette
- Chicago Film Critics Association :
  - Meilleur espoir féminin pour Toni Collette
- Writers Guild of America Awards :
  - Meilleur scénario pour P. J. Hogan